# 奇夸瓦

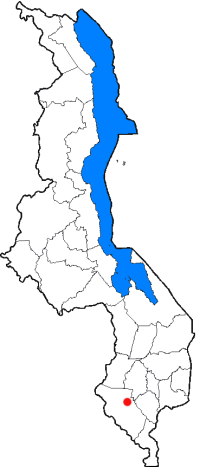
奇夸瓦位於馬拉威的位置

奇夸瓦（Chikwawa）是非洲東南部國家馬拉維的城市，也是奇夸瓦县的首府，由南部區負責管轄，位於希雷河畔，海拔高度41米，農產品有甘蔗和水果，2006年人口估計約10,000。
16°2′S 34°48′E / 16.033°S 34.800°E